# Palacio de Samode
Samode Palace, Samode Haveli y Samode Bagh (Jardín) son una serie de monumentos y estructuras construidas por los nobles feudales con el título hereditario de 'Maha Rawal' o 'Maha Saheb' del principado de Amber y Jaipur en Rajasthan, India.
Los tres edificios tienen una rica historia de varios cientos de años y muestran una fusión del arte y la arquitectura Mughal y Rajasthani. Actualmente forman parte del grupo de hoteles bajo la denominación  "Samode". El Palacio de Samode se encuentra 40 kilómetros al norte de la ciudad de Jaipur, el Samode Haveli está cerca de Jaipur (situado dentro de los límites de la ciudad, a 6 km de la estación de tren de la ciudad) y el Samode Bagh, a 4 km del palacio, que también funciona como hotel de lujo.

## Historia
Samode es una ciudad de Rajastán que pertenecía a los terratenientes conocidos como "zamindares '(en idioma hindi) de los principales Thakurs del estado de Amber. Fue construido inicialmente en el siglo XVI como un fuerte de Rajput, pero en el siglo XIX, bajo el noble Rawal Berisal, pasa de ser una fortaleza a un palacio exquisitamente diseñado con un estilo arquitectónico musulmán. Durante este tiempo Rawal Berisal también fue ministro principal de Rajasthan y ejercía todos los poderes. Fue firmante, en nombre del maharajá de Jaipur, del tratado de 1818 con la British East India Company, que le dio el estatus de protectorado a Jaipur. Rawal Sheo Singh, descendiente de Rawal Berisal, amplió el palacio añadiendo el Salón Darbar (considerado como "extravagantemente florido y pintado a mano") con una galería y el Sheesh Mahal o el salón de los espejos. En 1987 se convirtió en el "Samode Palace Hotel".

## Estructura
El palacio, construido por los nobles de la corte de la familia real, se encuentra cerca de la aldea de Samode, en las afueras de Shekhawat. Está construido en piedra arenisca a los pies de los montes Aravalli (la cadena montañosa más importante del noroeste de la India). Los interiores del palacio están edificados en el antiguo estilo arquitectónico de Rajasthan: suelos de mármol, intrincados pilares adornados, paredes de mosaico, alfombras lujosas, y están decorados con pinturas murales antiguas (con escenas de caza, motivos florales, etc.). En la puerta de entrada del palacio se encuentra  un gran cofre del tesoro de madera oscura, con mármol y cristal reluciente. El Sheesh Mahal (Salón de los Espejos) se encuentra en el lado sur del palacio. Los frescos de la sala Durbar y del Sultan Mahal se dice que tiene 250 años de antigüedad. El palacio está construido en tres niveles con un patio en cada piso. El área de la fortaleza está cubierta de vegetación, pero se han construido caminos pavimentados de piedra para llegar a las alturas del fuerte. 